# Rivière Swannee
Pour les articles homonymes, voir Swannee.
Ne doit pas être confondu avec Suwannee ou Suwannee River.
La rivière Swannee est un affluent de la rivière Cabonga, coulant dans les territoires non organisés de Lac-Lenôtre et de Lac-Pythonga, dans la municipalité régionale de comté (MRC) de La Vallée-de-la-Gatineau, dans la région administrative de l’Outaouais, au Québec, au Canada.
La partie inférieure de la rivière Swannee traverse la partie est de la réserve faunique La Vérendrye.
La rivière Swannee coule entièrement en territoire forestier. La foresterie constitue la principale activité économique de ce bassin versant ; les activités récréotouristiques, en second. La surface de la rivière est habituellement gelée de la mi-décembre à la mi-avril.

## Géographie
La rivière Swannee prend sa source à l’embouchure du lac Bleak (longueur : 1,3 km ; altitude : 481 m). Ce lac est enclavé par deux séries de montagnes dont les sommets de montagne atteignent du côté est entre 574 m et 600 m, ainsi que 600 m du côté sud du lac). Le lac Bleak est alimenté par une décharge (venant du nord) d’un ensemble de lacs dont Cotts, Brind et Gee.
L’embouchure du lac Bleak est situé à 11,5 km au nord-est de la confluence de la rivière Swannee avec la rivière Cabonga, à 6,4 km au sud-est du lac Doré, 9,1 km à l'ouest du lac Haire lequel constitue le lac de tête de la rivière Cabonga, à 17,6 km au sud-est du Lac O'Sullivan, à 23,3 km au sud du cours de la rivière des Outaouais, à 38,6 km au nord-est de la route 117.
Les principaux bassins versants voisins de la rivière Swannee sont :
- côté nord : rivière Doré, rivière Doré Ouest, lac Doré ;
- côté est : rivière Cabonga, rivière Wahoo ;
- côté sud : rivière Cabonga ;
- côté ouest : rivière Swannee, réservoir Cabonga.

À partir de l’embouchure du lac Haire, la rivière Swannee coule sur 19,1 km selon les segments suivants :  
- 3,7 km vers le sud-ouest, jusqu’à un ruisseau (venant du nord) ;
- 4,3 km vers le sud-ouest entre deux séries de montagnes dont deux sommets (du côté sud) atteignent 530 m et 560 m, jusqu’à la décharge (venant du nord) d’un ensemble de ruisseau de montagnes ;
- 2,6 km vers le sud en traversant quatre zones de rapides, jusqu’à la décharge (venant de l’est) d’un petit lac ;
- 2,1 km vers le sud-ouest, puis le sud, jusqu’à la décharge (venant de l'ouest) des lacs Davy et Schupo ;
- 2,3 km vers le sud-est en formant une courbe vers le sud-ouest et en traversant deux zones de rapides, jusqu’à un coude de la rivière ;
- 4,1 km vers le sud en traversant cinq zones de rapides et en recueillant les eaux de la décharge (venant de l'ouest) du lac Attana, jusqu'à la confluence de la rivière[2].

La rivière Swannee se décharge sur la rive nord d’une longue baie de la rivière Cabonga (altitude : 361 m). Cette confluence est située en aval de la confluence du ruisseau du Lézard et en amont de la confluence de la décharge (venant du nord) du lac Hériard.
Cette confluence de la rivière Swannee est située, à 34,4 km au nord-est de la route 117, à 26,3 km au sud-est du cours de la rivière des Outaouais, à 121,3 km au nord-ouest de Maniwaki et à 130,7 km au sud-est de Val d’Or.

## Toponymie
D’origine amérindienne de la nation algonquine, le terme Swannee signifie entièrement bloqué par le sable. Par ailleurs, les termes Swan et Swann constituent des patronymes de familles d'origine anglaise.
Le toponyme rivière Swannee a été officialisé le 5 décembre 1968 à la Commission de toponymie du Québec.